# Aphthona illigeri
Aphthona illigeri é uma espécie de insetos coleópteros polífagos pertencente à família Chrysomelidae.
A autoridade científica da espécie é Bedel, tendo sido descrita no ano de 1898.
Trata-se de uma espécie presente no território português.